# Libro de Horas de Catalina de Cleves

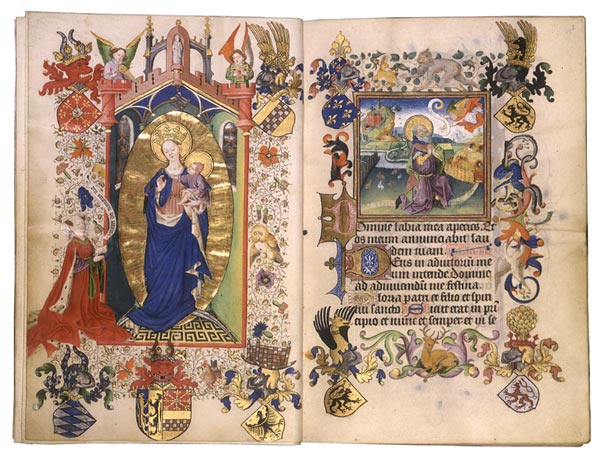
Catalina de Cleves se arrodilla ante la Virgen y el Niño. Sus armas, con las de su esposo, el duque Arnoldo de Guelders, están en la parte inferior central; las armas de sus antepasados están en cada esquina.

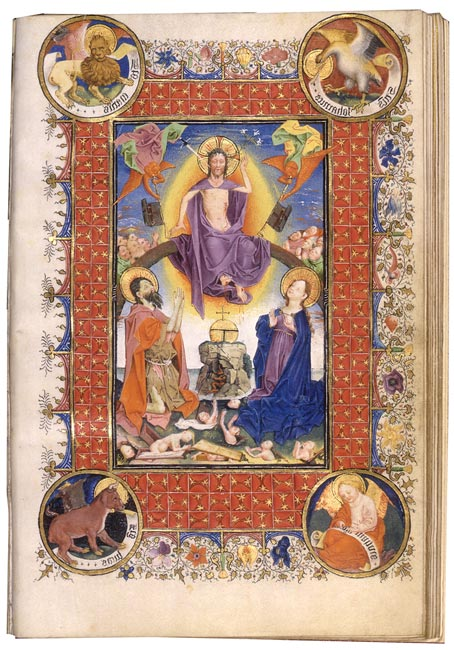
Otra página

Las Horas de Catalina de Cleves (Biblioteca y Museo Morgan, ahora dividida en dos partes, M. 917 y M. 945, esta última a veces llamada las Horas de Guennol o, con menos frecuencia, las Horas de Arenberg ), es un manuscrito ricamente iluminado en estilo gótico, elaborado alrededor de 1440 por el artista holandés anónimo conocido como el Maestro de Catalina de Cleves. Es uno de los manuscritos más lujosamente iluminados del siglo XV que ha sobrevivido y ha sido descrito como una de las obras maestras de la iluminación del norte de Europa. Este libro de horas contiene los oficios, oraciones y letanías habituales en latín, junto con textos complementarios, decorados con 157 iluminaciones coloridas y doradas. Hoy, ambas partes del manuscrito que forman este libro se encuentran en la Biblioteca y Museo Morgan en la ciudad de Nueva York.

## Historia

### Origen
El Libro de Horas de Catalina de Cleves (Las Horas) fue encargado para Catalina, duquesa de Güeldres y condesa de Zutphen, con motivo de su matrimonio con Arnoldo, duque de Güeldres, el 26 de enero de 1430. El Dr. John Plummer, conservador de manuscritos medievales de la Biblioteca Morgan, sugirió que estas Horae fueron encargadas para la boda en 1430, pero que requirió tiempo para su realización. Las Horas vio la luz en Utrecht y no se terminó hasta después de 1434, probablemente hacia 1440. La fecha anterior se basa en la imagen de una moneda, acuñada en 1434 por Felipe el Bueno, duque de Borgoña, que se muestra en el borde de M. 917, p. 240; Plummer, Lámina 117.

#### Mecenas
El Libro de Horas fue encargado para Catalina de Cleves por su padre o por su marido. Desde el siglo XI, los venerables y ricos Condes de Cleves habían vivido en la ciudad de Cleves. Los condes fueron elevados a casa ducal en 1417, el año en que nació Catalina. La sede de la familia Cleves es el Schwanenburg, el Castillo del Cisne, con su enorme torre cuadrada, el Schwanenturm, la Torre de los Caballeros del Cisne, que está inmortalizada en la ópera de Richard Wagner, Lohengrin.
Las dos primeras miniaturas a toda página celebran su ilustre linaje. La primera página muestra a Catalina de Cleves arrodillada ante la Virgen y el Niño Jesús, quienes se interesan personalmente por su salvación. Catalina se identifica por sus armas, en la parte inferior central, que se muestran con las de su marido, el duque Arnoldo de Güeldres. Los bordes de ambas páginas están decorados con una exhibición heráldica de las armas de sus ocho tatarabuelos:
Conde Diderik de Cleves,
Conde Engelberto de Marcos,
Duque Luis de Baviera,
duque Luis de Liegnitz,
Rey Juan el Bueno de Francia,
Duque Lodewijk de Flandes,
Duque Wilhelm de Jülich, y
Duque Otón de Ravensberg.
Se muestra a Catalina de Cleves arrodillada ante La Virgen y el Niño Jesús, M. 945, folio 1 verso; Plummer, Lámina 1. Se la representa dando limosna en la Piedad, sexto don del Espíritu Santo, M. 917, p. 65; Plummer, Lámina 57. También se muestra a Catalina arrodillada, con la Virgen, ante Cristo, en La Crucifixión, M. 917, p. 160; Plummer, Lámina 96. Su marido, Arnoldo, duque de Güeldres, puede ser el señor que se muestra arrodillado ante Cristo en el temor del Señor, el séptimo don del Espíritu Santo, M. 917, p. 58; Plummer, Lámina 58. En el libro reconstruido, su retrato sigue al de Catalina en Piedad . Y, parte de su acuñación se muestra en el borde de M. 917, p. 240; Plummer, lámina 117.

#### Artista
El Maestro de Catalina de Cleves fue el iluminador anónimo que lleva el nombre de esta obra maestra de la iluminación neerlandesa. El Maestro de Cleves podría haber sido un miembro de la familia de pintores van Aken. El estudio de las miniaturas indica que el Maestro de Cleves diseñó y pintó más de 157 miniaturas, así como las principales decoraciones de los bordes, con una ayuda mínima de dos ayudantes del taller.

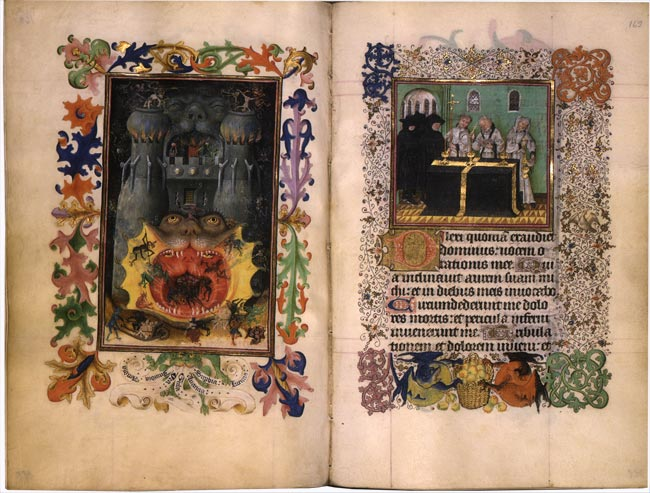
Horas de Catalina de Cleves.

Las Horas tiene varias anomalías. Por lo general, el infierno no se representaba en los Libros de Horas, aunque era normal en los Juicios Finales en las iglesias, porque la vista no se consideraba bienvenida para las patrocinadoras, a menudo mujeres. La Boca del Infierno del Maestro al comienzo del Oficio de Muertos en realidad muestra tres bocas de animales: un portal superior parecido a una piedra, enmarcado por almas hirviendo en ollas, grita de agonía; una boca inferior hace muecas, sus labios separados por demonios; y dentro de esa boca inferior, una criatura de color rojo fuego abre sus propias fauces. El cuadro circundante de demonios que atormentan las almas de los muertos fue pintado casi 50 años antes de que Hieronymus Bosch pintara el suyo. Las escenas de género marginales se relacionan claramente con las escenas religiosas en las miniaturas principales de arriba. Los detalles del libro, como trampas y redes en los bordes, se relacionan muy de cerca con los detalles del Retablo de Merode de Robert Campin (o un seguidor), y sugieren fuertemente que el maestro conocía las obras de Campin. Las historias fluyen a través de los cuadros sucesivos: una mujer ve morir a un hombre, llora, y luego va en peregrinación; las almas del infierno cenan en la Hostia, y son rescatadas por un ángel. Hay pocas repeticiones y las miniaturas forman un conjunto armonioso.
La antítesis y la iconografía inusual transmite ironía y humor. Santiago el Menor era conocido por su abstinencia, por lo que la cenefa representa a hombres bebiendo vino. San Gregorio, el gran administrador de la Iglesia, se muestra con un borde de monedas de oro y plata. San Pedro está pintado con la llave de la Iglesia, de pie sobre un Trisquel (una referencia a la Trinidad ) de pescado fresco como el pescador de hombres . San Lorenzo se muestra con la parrilla de su martirio, y la bolsa de limosnas atributo como patrón de los pobres. Su borde muestra pescado fresco listo para asar, y el pez grande devorando al pez pequeño, representando al rico devorando al pobre, un tema literario y pictórico común de los siglos XV y XVI. Estos fantásticos bordes trampantojos influirían en la obra del Maestro de María de Borgoña 30 años después.
El Maestro de Cleves fue un magnífico realista que mostró escenas de la Utrecht del siglo XV, especialmente en los pequeños cuadros en la parte baja de las páginas. La Sagrada Familia en la cena muestra a San José con zuecos y sirviendo las gachas con una cuchara, mientras está reclinado en una silla de barril frente a un animado fuego. La Virgen está sentada al otro lado del fuego, amamantando a Jesús en su pulcra y ordenada cocina.
Al reconstruir Las Horas a partir de los dos manuscritos principales, se puede ver al Maestro crecer como artista a lo largo de los varios años que tardó en iluminar Las Horas. Las primeras miniaturas y la iconografía son comparables a las pinturas contemporáneas de Robert Campin y Jan van Eyck, y comparten muchas similitudes. Las miniaturas posteriores están pintadas con la imaginación, la originalidad y los colores vibrantes que caracterizan a la pintura de los primeros Países Bajos y a los desarrollos posteriores de esa tradición. Esta originalidad de la técnica y la conciencia de la vida cotidiana llevaron a Delaissé a calificar al Maestro de Cleves como "el antepasado de la escuela de pintura holandesa del siglo XVII".

### Período moderno
Tras desaparecer de la vista durante unos 400 años, las Horas de Catalina de Cleves salieron a la luz en 1856. Jacques Joseph Techener, un librero parisino, puso a la venta Las Horas por 15.000 francos. En algún momento antes de 1896, el príncipe Carlos de Arenberg compró Las Horas (M 945); o mejor dicho, compró la mitad de Las Horas.
En 1963, Frederick Adams recibió otra Horae del Maestro Cleves (M 917) de un propietario europeo anónimo. La comparación de este libro descubierto con las Horas de Guennol (M 945) reveló que no sólo eran del mismo artista, y del mismo taller, sino que ambas Horae estaban incompletas y se complementaban. Esta observación sugiere que en su día fueron un solo volumen, que había sido desmontado deliberadamente en dos libros litúrgicos separados. Los estudiosos creen que, en algún momento de la década de 1850, Las Horas se separaron en dos volúmenes y se eliminaron varias hojas. El examen microscópico reveló que algunas de las rúbricas habían sido borradas deliberadamente, de modo que las hojas pudieran volver a ensamblarse sin una ruptura reveladora en el texto. Los dos volúmenes han sido recuperados, pero las 9-12 hojas que faltan se dan por perdidas.
En 1970, las Horas de Guennol (M.945) fueron adquiridas por la Biblioteca Pierpont Morgan a través de la Fundación Belle da Costa Greene, con la ayuda adicional de varios becarios de la Biblioteca. Mediante el estudio del texto, la iconografía y la composición física de los dos volúmenes, el Dr. John Plummer, conservador de manuscritos medievales de la Biblioteca Morgan, reconstruyó la secuencia original del volumen único de las Horas de Catalina de Cleves
Con motivo de una exposición de 2010 titulada "Demonios y devoción: Las horas de Catalina de Cleves", la Biblioteca Morgan desencuadernó los dos volúmenes para mostrar 93 de las iluminaciones en su orden original. Tras la exposición, que finalizó el 2 de mayo de 2010, la biblioteca volvió a encuadernar el libro con las hojas en su orden correcto.

#### Procedencia
Catalina, duquesa de Güeldres, para quien se hizo, 1440-1445 (volumen único)
Ermengard de Lochhorst, quien supuestamente lo recibió de Catalina
Desaparecido durante 400 años.
Jacques Techener, librero parisino, 1856 (dividido en 2 volúmenes: M 945, M 917; y hojas faltantes)
M 917
Barón Maurice de Rothschild, 1936 (M 917)
Frederick Adams, librero, descubre otro Cleves Master Horae, 1963 (M 917)
Biblioteca y Museo Morgan, comprado en 1963 (M 917)
M945
Príncipe Charles d'Arenberg, comprado antes de 1896 (M 945)
Duquesa Julie d'Arenberg (M 945)
Duque Engelberto de Arenberg (M 945)
Duke Engelbert-Marie d'Arenberg exhibido como las Horas de Arenberg en Düsseldorf, 1904 (M 945)
Hans P. Kraus, librero, 1958 (M 945)
Alistair Bradley Martin (Colección Guennol), 1958 (M 945)
Exhibido en el Rijksmuseum como Guennol Hours, 1958 (M 945)
Hans P. Kraus, marchante de arte, 1970 (M 945)
Biblioteca y Museo Morgan, comprado en 1970 (M 945)

## Descripción

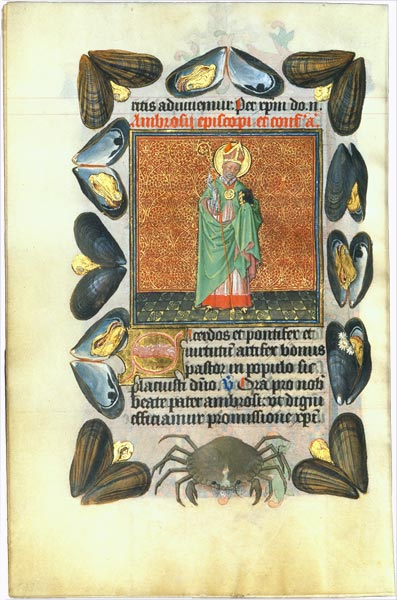
San Ambrosio con borde de mejillones -conchas

El libro es un manuscrito gótico y un libro de horas, iluminado por el maestro de Catalina de Cleves, y al menos dos ayudantes, en Utrecht hacia 1440. En la actualidad, el libro está encuadernado en dos volúmenes:
M 945 = Vitela, 193 hojas, 7½ × 5⅛ pulgadas (192 × 130 mm), con 63 miniaturas, encuadernado en terciopelo rojo del siglo XIX.
M 917 = Vitela, 328 hojas, 7½ × 5⅛ pulgadas (192 × 130 mm), con 94 miniaturas, encuadernación del siglo XIX, con lomo marcado Heures de Catherine de Cleves / Martyrologie . Se estima que faltan entre 9 y 12 hojas, según la serie de santos en los Sufragios. Faltan: San Quirino, Santa Margarita y otros dos santos; También faltan al menos otras cinco u ocho hojas. El texto es latino en escritura gótica con tinta negra y roja, de un solo escriba; hay consignas y notas del rubricador en otras manos.

### Contenido
Los libros de horas eran extremadamente populares en la época tardía de la Edad Media, y por la fecha de estas horas el vehículo más común para la profusa iluminación. Los libros estaban destinados al uso regular, por parte de los laicos, que deseaban estructurar su vida devocional. La observancia de las horas canónicas se centraba en la recitación, o el canto, de una serie de salmos, que se acompañaban de oraciones, especificadas por las ocho horas del día litúrgico
El texto central de un Libro de Horas es el Pequeño Oficio de la Virgen, ilustrado con escenas de la Vida de la Virgen. Esta serie de oraciones horarias se rezaban a la Madre de Dios, que co-mediaba y santificaba las oraciones a Dios. Los salmos penitenciales se recitaban para ayudar a resistir la tentación de cometer alguno de los siete pecados capitales. Las oraciones del Oficio de Difuntos se rezaban para acortar el tiempo que un ser querido pasaba en el Purgatorio. Se añadían textos complementarios para celebrar algún patrón personal, un santo de la familia, circunstancias especiales o un acontecimiento fortuito. Este modelo estándar de oración diaria servía de marco para los esfuerzos de los artistas.
Este libro contiene:
Un calendario de fiestas,
El Oficio de la Santísima Virgen María,
Las Horas de la Cruz,
Las Horas de la Sabiduría Eterna,
El Oficio de Difuntos ,
Los Siete Salmos Penitenciales,
Varias Letanías y Oraciones,
Una serie de siete Oficios para cada día, con una Misa de acompañamiento; y
Los Sufragios, memorial de los santos.

### Decoración

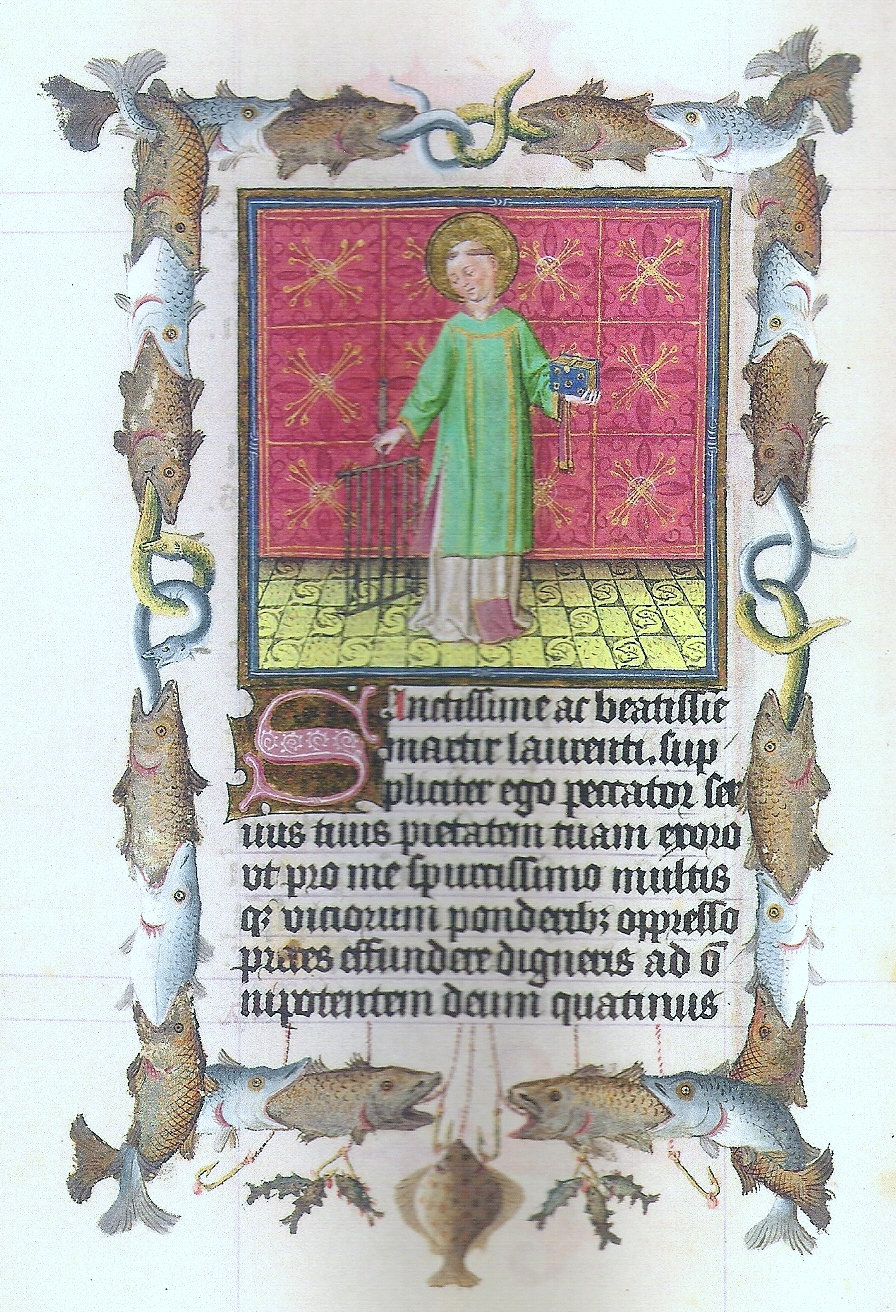
San Lorenzo con una cenefa de peces.

Estos volúmenes proceden de una época en la que se elaboraban libros de horas de lujo para los ricos por su efecto artístico y decorativo. El artista eligió una variedad inusual de temas para sus iluminaciones de los bordes. Decoró sus bordes con hermosas representaciones en trampantojo de la naturaleza: mejillones, frutas, pájaros, peces, etc. El Maestro también representa la belleza artificial, como joyas, azulejos, monedas y muebles. Estas decoraciones de los bordes influirán en gran medida en el Maestro de María de Borgoña. El Maestro de Cleves estaba familiarizado con los detalles de las tareas humildes, como ordeñar una vaca, vender vino y hornear pan. A pesar de las humildes ocupaciones representadas en las miniaturas y las cenefas, los detalles lujosos de riqueza y elegancia dominan las miniaturas, para enfatizar que este libro fue hecho para un cliente aristocrático. Algunos estudiosos han sugerido ingeniosos vínculos teológicos entre los temas de las imágenes principales y los objetos de las cenefas, aunque muchos de ellos no son generalmente aceptados.
La originalidad del Maestro de Cleves reside en los efectos de trampantojo y en las cenefas de los bodegones. Por ejemplo, una cenefa de pretzels y obleas rodea a San Bartolomé, los mejillones encierran a San Ambrosio y un rosario enmarca la Adoración de los Reyes Magos. Meiss observó que estas páginas están construidas de manera que el lector ve el borde a través de una lupa y la miniatura a través de un telescopio. Las Horas utilizan el encuadre como medio para animar a los espectadores a pensar en sí mismos como participantes con Dios en la creación del tiempo sagrado. La figura humana aparece flexible y articulada. El Maestro maneja la distancia mediante la escala graduada y la disminución de la claridad. La creciente habilidad del artista en la representación de estos rasgos realistas puede rastrearse desde el principio hasta el final de esta obra
En su conjunto, las decoraciones del Maestro de Cleves se concentran en los grandes temas de la teología y la piedad bajomedievales: la Trinidad, Cristo, la Cruz, la Virgen, los santos, la muerte, la salvación y la vida eterna. El modelo estándar de estas oraciones devocionales proporcionó el marco para la labor del Maestro de Cleves. El reto para los artistas de su época era aplicar su máxima habilidad en la concepción de cuadros suntuosos, que fueran frescos y encantadores, pero que cumplieran plenamente con las convenciones religiosas y las expectativas de sus nobles clientes.

### Reproducciones
En 1964, la Biblioteca Morgan publicó un catálogo de 83 páginas, El Libro de las Horas de Catalina de Cleves, para la exhibición de las Horas de Cleves que se llevó a cabo en la Biblioteca. Tanto la edición de tela como la de bolsillo contenían 30 láminas en blanco y negro, más 2 láminas en color, acompañadas de comentarios del Dr. John Plummer, conservador de manuscritos medievales en la Biblioteca Pierpont Morgan. Frederick B. Adams, Jr., escribió el Prólogo, que incorporó comentarios de Harry Bober, LMJ Delaissé, Millard Meiss y Erwin Panofsky.
En 1966, el editor, George Braziller, editó un facsímil parcial a todo color. Las 157 miniaturas se reprodujeron en color con oro. Se reprodujeron en color tres páginas de texto de oraciones. Las 160 páginas facsímiles fueron acompañadas de notas y comentarios del Dr. John Plummer. Este libro se publicó como un volumen de tapa dura de cuero o cuero sintético de 359 páginas en un estuche.
En 1975 se publicó una edición de tapa dura de tela. Y, en 1980, el editor, George Braziller, publicó un facsímil de bolsillo de este libro.
En 2002, George Braziller publicó una tercera edición en tapa dura de 360 páginas. Las 157 miniaturas y las tres páginas de texto se reprodujeron en color con oro. El Dr. Plummer incluye un nuevo prólogo, junto con la Introducción y los comentarios de la edición de 1966, que acompañan a cada página facsímil.
Junto con una exhibición del manuscrito en 2010, la Biblioteca Morgan preparó un facsímil digital completo de las miniaturas y las páginas de texto opuestas.

## Uso
Las Horas de la Virgen son las de uso de los canónigos agustinos del capítulo de Windesheim. El Oficio de Difuntos es también el de uso de Windesheim, que es el mismo que el de Utrecht.
Las Horas de Catalina de Cleves siguen siendo relevantes hoy en día como texto devocional. Karlfried Froehlich, del Seminario Teológico de Princeton, hace una declaración sobre el uso moderno de los libros de horas:

En su uso imaginativo de la iconografía tradicional, los artistas nos ponen en contacto con una rica tradición teológica que se ha desarrollado a lo largo de los siglos y que ha marcado con sus símbolos el camino meditativo hacia la dimensión profunda. Detrás de las imágenes de estos volúmenes nos encontramos no sólo con la teología de un cristiano individual, sino también con una teología que expresa el testimonio colectivo de muchas generaciones que sacaron su fuerza de la contemplación de las realidades a las que apuntaban sus símbolos. No hay nada que pueda impedir que una miniatura de las Horas de Catalina de Cleves se convierta hoy en una ayuda eficaz de la meditación cristiana.

#### Otras lecturas
- Calkins, Robert G. "Distribución del trabajo: los iluminadores de las Horas de Catalina de Cleves y su Taller". En Transactions of the American Philosophical Society ; nueva ser., v. 69, pt. 5. Filadelfia, Sociedad Filosófica Estadounidense, 1979.ISBN 0-87169-695-9
- Calkins, Robert G. Libros iluminados de la Edad Media . Ithaca, Nueva York: Cornell University Press, 1983.ISBN 0-8014-9377-3
- De Hamel, Christopher. Una historia de manuscritos iluminados . Nueva York: Phaidon Press, 1997.ISBN 0-7148-3452-1
- Merton, Thomas. Un Libro de Horas . Notre Dame, Indiana: Libros Sorin, 2007.ISBN 1-933495-05-7